# Polystenus rugosus
Polystenus rugosus är en stekelart som beskrevs av Forster 1862. Polystenus rugosus ingår i släktet Polystenus och familjen bracksteklar. Inga underarter finns listade i Catalogue of Life.